# B168プロレスリング
B168プロレスリング（ビーいちろくはちプロレスリング）は、大阪を中心に活動しているプロレス団体。

## 歴史
- 2012年1月、ダイナ御堂が居酒屋「伊呂波」に事務所を構えて設立。
- 2月11日、世界館で旗揚げ戦を開催。
- 2017年3月、伊呂波が閉店により、居酒屋「ちゃん唐」に事務所を構える。

## 所属選手
- ダイナ御堂